# Westport (Connecticut)
Pour les articles homonymes, voir Westport.
Westport est une ville située dans le comté de Fairfield, dans l'État du Connecticut (États-Unis). Lors du recensement de 2010, sa population s’élevait à 26 391 habitants.

## Histoire
Appelée Saugatuck par les amérindiens, Westport devient une municipalité en 1835. Elle formait jusqu'alors le port occidental (west port) de Fairfield.
Après avoir reçu plusieurs commandes du général Charles C. Dawes de Chicago, le peintre impressionniste Karl James Anderson peut abandonner son travail d'illustrateur pour peindre à plein temps. Il s'installe à Westport en 1912, dans un atelier sur Narrow Rocks Road. Il est surnommé alors le « doyen des peintres de Westport ». Tout au long des années 1930, il voyage dans la région de Baie Saint-Paul au Québec avec d'autres artistes de Westport. Il meurt en 1956 à Westport, d'un accident vasculaire cérébral.

## Géographie
Selon le Bureau du Recensement des États-Unis, la superficie de la ville est de 33,45 milles carrés (86,64 km2), dont 19,96 milles carrés (51,7 km2) de terres et 13,50 milles carrés (34,96 km2) de plans d'eau (soit 40 %).

### Climat
| Mois                              | jan. | fév. | mars | avril | mai | juin | jui. | août | sep. | oct. | nov. | déc. | année |
| --------------------------------- | ---- | ---- | ---- | ----- | --- | ---- | ---- | ---- | ---- | ---- | ---- | ---- | ----- |
| Température minimale moyenne (°C) | −5   | −4   | −1   | 5     | 11  | 16   | 19   | 18   | 15   | 8    | 3    | −2   | 6,9   |
| Température maximale moyenne (°C) | 4    | 6    | 11   | 17    | 23  | 27   | 30   | 29   | 24   | 18   | 12   | 6    | 17,3  |
| Précipitations (mm)               | 102  | 86   | 119  | 122   | 119 | 117  | 104  | 107  | 124  | 122  | 114  | 112  | 1 351 |
| dont neige (cm)                   | 19,3 | 19,8 | 12,4 | 1,8   | 0   | 0    | 1    | 0    | 0    | 0    | 1,5  | 11,7 | 67,5  |

| Diagramme climatique                                  |       |         |        |         |         |         |         |         |        |        |        |
| J                                                     | F     | M       | A      | M       | J       | J       | A       | S       | O      | N      | D      |
| 4−5102                                                | 6−486 | 11−1119 | 175122 | 2311119 | 2716117 | 3019104 | 2918107 | 2415124 | 188122 | 123114 | 6−2112 |
| Moyennes : • Temp. maxi et mini °C • Précipitation mm |       |         |        |         |         |         |         |         |        |        |        |

## Démographie
D'après le recensement de 2000, il y avait 25 749 habitants, 9 586 ménages, et 7 170 familles dans la ville. La densité de population était de 496,8 hab/km2. Il y avait 10 065 maisons avec une densité de 194,2 maisons/km2. La décomposition ethnique de la population était : 95,16 % blancs ; 1,13 % noirs ; 0,05 % amérindiens ; 2,43 % asiatiques ; 0,02 % natifs des îles du Pacifique ; 0,40 % des autres races ; 0,81 % de deux ou plus races. 2,34 % de la population était hispanique ou Latino de n'importe quelle race.
Il y avait 9 586 ménages, dont 38,4 % avaient des enfants de moins de 18 ans, 66,1 % étaient des couples mariés, 6,8 % avaient une femme qui était parent isolé, et 25,2 % étaient des ménages non-familiaux. 20,8 % des ménages étaient constitués de personnes seules et 8,8 % de personnes seules de 65 ans ou plus. Le ménage moyen comportait 2,66 personnes et la famille moyenne avait 3,10 personnes.
Dans la ville la pyramide des âges était 27,9 % en dessous de 18 ans, 2,7 % de 18 à 24, 26,2 % de 25 à 44, 28,0 % de 45 à 64, et 15,1 % qui avaient 65 ans ou plus. L'âge médian était 41 ans. Pour 100 femmes, il y avait 90,7 hommes. Pour 100 femmes de 18 ans ou plus, il y avait 86,3 hommes.
Le revenu médian par ménage de la ville était 125 872 dollars US, et le revenu médian par famille était $158 894. Les hommes avaient un revenu médian de $100 000+ contre $53 269 pour les femmes. Le revenu par habitant de la ville était $73 664. 2,6 % des habitants et 1,5 % des familles vivaient sous le seuil de pauvreté. 2,7 % des personnes de moins de 18 ans et 2,1 % des personnes de plus de 65 ans vivaient sous le seuil de pauvreté.
| 1840  | 1850  | 1860  | 1870  | 1880  | 1890  |
| ----- | ----- | ----- | ----- | ----- | ----- |
| 1 803 | 2 651 | 3 293 | 3 361 | 3 477 | 3 715 |

| 1900  | 1910  | 1920  | 1930  | 1940  | 1950   |
| ----- | ----- | ----- | ----- | ----- | ------ |
| 4 017 | 4 259 | 5 114 | 6 073 | 8 258 | 11 667 |

| 1960   | 1970   | 1980   | 1990   | 2000   | 2010   |
| ------ | ------ | ------ | ------ | ------ | ------ |
| 20 955 | 27 318 | 25 290 | 24 410 | 25 749 | 26 391 |

## Personnalités
- Eric Christenson (1956-2011), botaniste.
- Paul Newman (26 janvier 1925 - Westport, 26 septembre 2008), acteur, réalisateur, producteur, scénariste, philanthrope, pilote automobile américain.

- Keith Richards - Guitariste des Rolling Stones

- Leonard Starr (1925-2015) dessinateur de comics américain. S'installe à Westport en 1971[6].
- Martha Stewart - (Westport) Journaliste, mannequin, animatrice, écrivaine, entrepreneuse